# Oberonia kempfii
Oberonia kempfii är en orkideart som beskrevs av Rudolf Schlechter. Oberonia kempfii ingår i släktet Oberonia och familjen orkidéer. Inga underarter finns listade i Catalogue of Life.